# Канал (Канал)
Канал (словен. Kanal) — місто недалеко від кордону з Італією в общині Канал, Регіон Горишка, Словенія. Висота над рівнем моря: 106,2 м. Перша згадка: 1140 рік. Місто засноване на лівому березі річки Соча, а потім поширилось і на правий берег. Для виникнення та розвитку міста вирішальним було місце, яке найкраще підходить для подолання річки. Міст через р. Соча був побудований римлянами, сучасний міст був відновлений після  Другої світової війни.